# Освајачи олимпијских медаља у атлетици — 400 метара препоне за мушкарце
Освајачи олимпијских медаља у атлетици за мушкарце у дисциплини 400 метара препоне приказани су у следећој табели, а резултати су дати у секундама. Трка 400 м препоне није била на програму Игара 1912. године. Најуспешнији су атлетичари САД који су на 28 такмичења освојили 20 првих места.
| Олимпијске игре          | Злато                                  | Злато       | Сребро                              | Сребро      | Бронза                                | Бронза |
| ------------------------ | -------------------------------------- | ----------- | ----------------------------------- | ----------- | ------------------------------------- | ------ |
| Париз 1900. детаљи       | Џон Туксбери САД                       | 57,6        | Анри Тозен · Француска              | 58,3        | Џорџ Ортон Канада                     | 58,8   |
| Сент Луис 1904. детаљи   | Хари Хилман САД                        | 53,0        | Френк Волер САД                     | 53,2        | Џорџ Поуг САД                         | 56,8   |
| Лондон 1908. детаљи      | Чарлс Бејкон САД                       | 55,0        | Хари Хилман САД                     | 55,3        | Џими Тремир · Уједињено Краљевство    | 57,0   |
| Антверпен 1920. детаљи   | Френк Лумис САД                        | 54,0 СР ОР  | Џон Нортон САД                      | 54,6        | Огуст Деш САД                         | 54,7   |
| Париз 1924. детаљи       | Морган Тејлор САД                      | 52,6        | Ерик Вилен · Финска                 | 53,8 ОР     | Ајван Рајли САД                       | 54,2   |
| Амстердам 1928. детаљи   | Дејвид Берли · Уједињено Краљевство    | 53,4 ОР     | Frank Cuhel САД                     | 53,6        | Морган Тејлор САД                     | 53,6   |
| Лос Анђелес 1932. детаљи | Боб Тисдал · Ирска                     | 51,67       | Глен Хардин САД                     | 51,85 СР ОР | Морган Тејлор САД                     | 51,96  |
| Берлин 1936. детаљи      | Глен Хардин САД                        | 52,4        | Џон Лоринг Канада                   | 52,7        | Мигел Вајт Филипини                   | 52,8   |
| Лондон 1948. детаљи      | Рој Кокран САД                         | 51,1 ОР     | Данкан Вајт Цејлон                  | 51,8        | Руне Ларсон · Шведска                 | 52,2   |
| Хелсинки 1952.           | Чарлс Мур САД                          | 51,06 ОР    | Јуриј Литијев · Совјетски Савез     | 51,51       | Џон Холанд · Нови Зеланд              | 52,26  |
| Мелбурн 1956.            | Глен Дејвис САД                        | 50,29 ОР    | Еди Садерн САД                      | 50,24       | Џош Калбрет САД                       | 51,74  |
| Рим 1960.                | Глен Дејвис · Сједињене Државе         | 49,51 ОР    | Клифтон Кушман · Сједињене Државе   | 49,77       | Ричард Хауард · Сједињене Државе      | 49,90  |
| Токио 1964.              | Рекс Коли · Сједињене Државе           | 49,6        | Џон Купер · Уједињено Краљевство    | 50,1        | Салваторе Морале · Италија            | 50,1   |
| Мексико Сити 1968.       | Дејвид Хемери · Уједињено Краљевство   | 48,12 СР ОР | Герхард Хениге · Западна Немачка    | 49,02       | Џон Шервуд · Уједињено Краљевство     | 49,03  |
| Минхен 1972.             | Џон Аки-Буа · Уганда                   | 47,82 СР ОР | Ралф Мен · Сједињене Државе         | 48,51       | Дејвид Хемери · Уједињено Краљевство  | 48,52  |
| Монтреал 1976.           | Едвин Мозиз · Сједињене Државе         | 47,64 СР ОР | Мајкл Шајн · Сједињене Државе       | 48,69       | Јевгениј Гавриленко · Совјетски Савез | 49,45  |
| Москва 1980.             | Фолкер Бек · Источна Немачка           | 48,70       | Васил Акрипенко · Совјетски Савез   | 48,86       | Гари Оукс · Уједињено Краљевство      | 49,11  |
| Лос Анђелес 1984.        | Едвин Мозиз · Сједињене Државе         | 47,75       | Дени Харис · Сједињене Државе       | 48,13       | Харалд Шмид · Западна Немачка         | 48,19  |
| Сеул 1988.               | Андре Филипс · Сједињене Државе        | 47,19       | Амаду Дија Ба · Сенегал             | 47,23       | Едвин Мозиз · Сједињене Државе        | 47,56  |
| Барселона 1992.          | Кевин Јанг · Сједињене Државе          | 46,78 СР ОР | Винтроп Грејам · Јамајка            | 47,66       | Крис Акабуси · Уједињено Краљевство   | 47,82  |
| Атланта 1996.            | Дерек Аткинс · Сједињене Државе        | 47,54       | Самјуел Матете · Замбија            | 47,78       | Калвин Дејвис · Сједињене Државе      | 47,96  |
| Сиднеј 2000.             | Анџело Тејлор · Сједињене Државе       | 47,50       | Хади ел Сомајли · Саудијска Арабија | 47,53       | Луелин Херберт · Јужна Африка         | 47,81  |
| Атина 2004.              | Феликс Санчез · Доминиканска Република | 47,63       | Дени Макфарлан · Јамајка            | 48,11       | Наман Кеита · Француска               | 48,26  |
| Пекинг 2008.             | Анџело Тејлор · Сједињене Државе       | 47,25       | Керон Клемент · Сједињене Државе    | 47,98       | Бершон Џексон · Сједињене Државе      | 48,06  |
| Лондон 2012.             | Феликс Санчез · Доминиканска Република | 47,63       | Мајкл Тинсли · Сједињене Државе     | 47,91       | Хавијер Кулсон · Порторико            | 48,10  |
| Рио де Жанеиро 2016.     | Керон Клемент · Сједињене Државе       | 47,73       | Бонифејс Мучеру Тумути · КЕН        | 47,78       | Јасмани Копељо · Турска               | 47,92  |
| Токио 2020               | Карстен Вархолм · Норвешка             | 45,94 СР ОР | Раи Бенџамин · Сједињене Државе     | 46,17       | Алисон дос Сантос · Бразил            | 46,72  |
| Париз 2024               | Раи Бенџамин · Сједињене Државе        | 46,46       | Карстен Вархолм · Норвешка          | 47,06       | Алисон дос Сантос · Бразил            | 47,26  |

1. ↑  Резултат Тејлора није признат као светски или олимпијски рекорд, јер је сломио препону
2. ↑  Тисдалово време није прихваћено као светски рекорд јер је срушио последњу препону, по тада важећим правилима и зато је Хардину постао носилац светског рекорда.

* Резултат Тејлора није признат као светски или олимпијски рекорд, јер је сломио препону

## Биланс медаља на 400 метара препоне
|     | Држава                 | Злато | Сребро | Бронза | Укупно |
| --- | ---------------------- | ----- | ------ | ------ | ------ |
| 1.  | Сједињене Државе       | 20    | 13     | 10     | 43     |
| 2.  | Уједињено Краљевство   | 2     | 1      | 5      | 8      |
| 3.  | Доминиканска Република | 2     | -      | -      | 2      |
| 4.  | Норвешка               | 1     | 1      | -      | 2      |
| 5.  | Источна Немачка        | 1     | -      | -      | 1      |
| 5.  | Ирска                  | 1     | -      | -      | 1      |
| 5.  | Уганда                 | 1     | -      | -      | 1      |
| 8.  | Совјетски Савез        | -     | 2      | 1      | 3      |
| 9.  | Јамајка                | -     | 2      | -      | 2      |
| 10. | Канада                 | -     | 1      | 1      | 2      |
| 10. | Француска              | -     | 1      | 1      | 2      |
| 10. | Западна Немачка        | -     | 1      | 1      | 2      |
| 13. | Замбија                | -     | 1      | -      | 1      |
| 13. | Цејлон                 | -     | 1      | -      | 1      |
| 13. | Финска                 | -     | 1      | -      | 1      |
| 13. | Сенегал                | -     | 1      | -      | 1      |
| 13. | Саудијска Арабија      | -     | 1      | -      | 1      |
| 13. | КЕН                    | -     | 1      | -      | 1      |
| 19. | Бразил                 | -     | -      | 2      | 2      |
| 20. | Италија                | -     | -      | 1      | 1      |
| 20. | Јужна Африка           | -     | -      | 1      | 1      |
| 20. | Нови Зеланд            | -     | -      | 1      | 1      |
| 20. | Порторико              | -     | -      | 1      | 1      |
| 20. | Филипини               | -     | -      | 1      | 1      |
| 20. | Шведска                | -     | -      | 1      | 1      |
| 20. | Турска                 | -     | -      | 1      | 1      |
|     | Укупно 26 земаља       | 28    | 28     | 28     | 84     |